# Sphaeropsis sapinea
Diplodia pinea (synonym Sphaeropsis sapinea) är en svampart som orsakar en svampsjukdom som drabbar tallar över hela världen. Sphaeropsis sapinea ingår i släktet Sphaeropsis, divisionen sporsäcksvampar och riket svampar.   Inga underarter finns listade i Catalogue of Life. Skadegöraren är vanlig i Sydeuropa, men har på senare år[när?] rapporterats längre norrut, antagligen som en följd av den globala uppvärmningen.

## Sjukdomsangrepp

### Sjukdomsförlopp
Diplodia pinea angriper bland annat tall (Pinus sylvestris), svarttall (Pinus nigra) och rödtall (Pinus resinosa). Sjukdomen dödar tallens årsskott, inklusive toppskottet. Följande år bildar tallen nya skott och blir buskig. Det ger sämre virke och trädet kan i värsta fall dö.
Svampen Diplodia pinea infekterar friska tallbarr under deras första växtsäsong. Träden som påverkas mest av sjukdomen är yngre planterade tallar, och sjukdomen förekommer sällan i äldre träd om de inte är stressade.
Sjukdomen är känd för att angripa toppar och barr av träd som blivit försvagade av stress från torka, av skador på rötter, av brist på näringsämnen i marken, av att ha växt för skuggigt, av skador som vållats av väder (kraftiga vindar, hagel och så vidare) och av insekter. Diplodia pinea orsakar en blödning på stammen och grenarna, och kan medföra att tallen dör, särskilt om blödningen sker på trädets lägre grenar. Stamblödningarna utsöndrar ett slags harts som kan göra att döda infekterade barr klibbar ihop med andra delar av trädet efter att de fallit av. Det här kan bidra till ytterligare infektioner i trädet. Det tydligaste tecknet på att en tall är infekterad är att årsskott och toppar dör eller att den har bruna, hämmade skott med korta, bruna barr.

### Sjukdomscykel
Sporerna från svampen utvecklas vanligen först på barr, bark och kottfjällen på tvååriga kottar. Under perioder med mycket regn (tidig vår till sen höst) medför väder och vind att sporerna sprids och gror på tallens skott och barr. Svampen växer in genom klyvöppningar eller genom epidermis på unga barr.
När barren väl är infekterade förstör svampen snabbt vävnaderna inuti barret. Det är orsaken till att barrens tillväxt blir hämmad och att barret dör efter att bara kunnat växa lite. Svampen växer snabbt och sprider sig genom barret, in till skottet och därifrån till närliggande barr.
Det är de nya barren som just börjar att bildas som är mest mottagliga för angrepp. Barr och skott som har mognat eller har klarat sig från smitta undviker ofta infektion. Under vintern överlever Diplodia pinea inuti andra årets kottar, infekterade barr, skott och blödande sår på stammen. 

### Diplodia pineai Sverige
Skadegöraren har funnits i Sverige åtminstone sedan 2013, då den upptäcktes för första gången i närheten av Fjällnora, fyra mil norr om Arlanda flygplats, av forskare på Sveriges lantbruksuniversitet (SLU). Det första större utbrottet i Sverige upptäcktes i september 2016 på ca 15 hektar planterad tall i Odensala, norr om Arlanda. I februari 2017 rapporterades att en lantbrukare i Odensala tvingas fälla 15 hektar tallskog sedan träden drabbats av Diplodia pinea.

## Bildgalleri

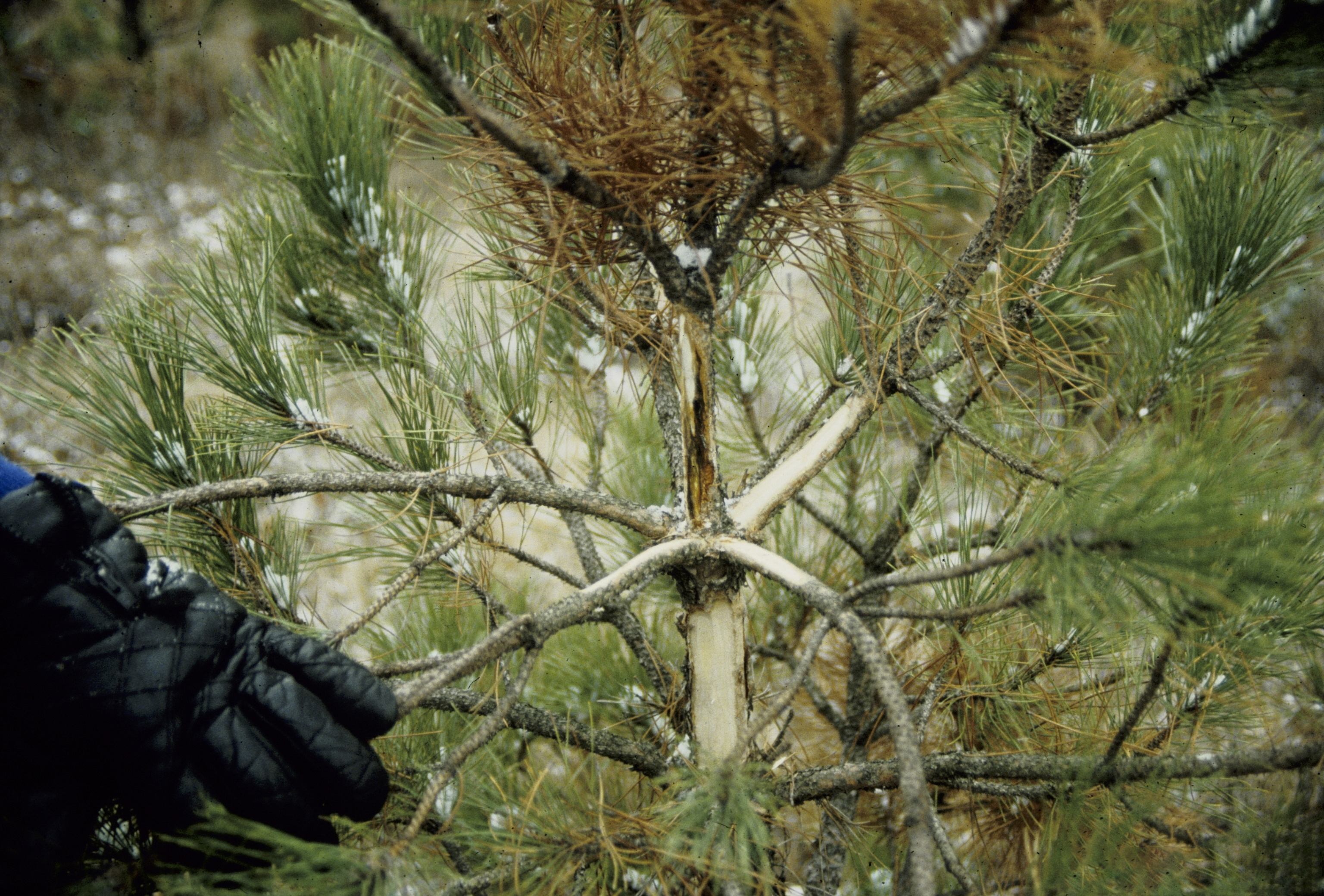
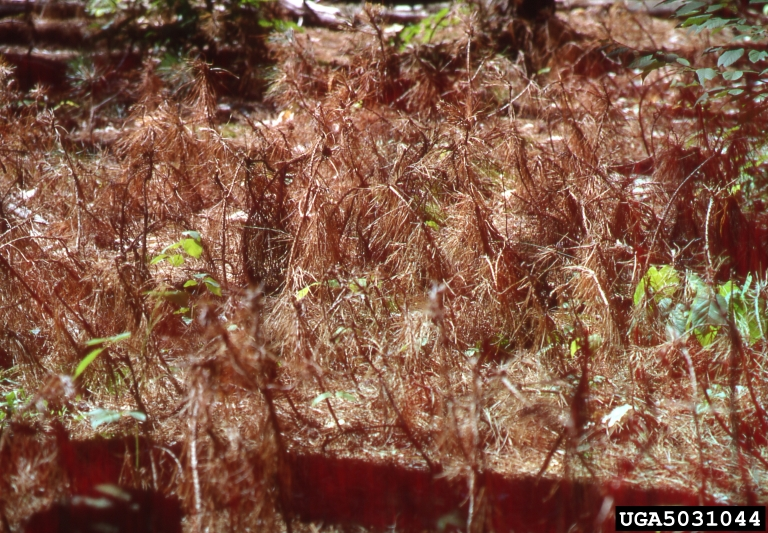
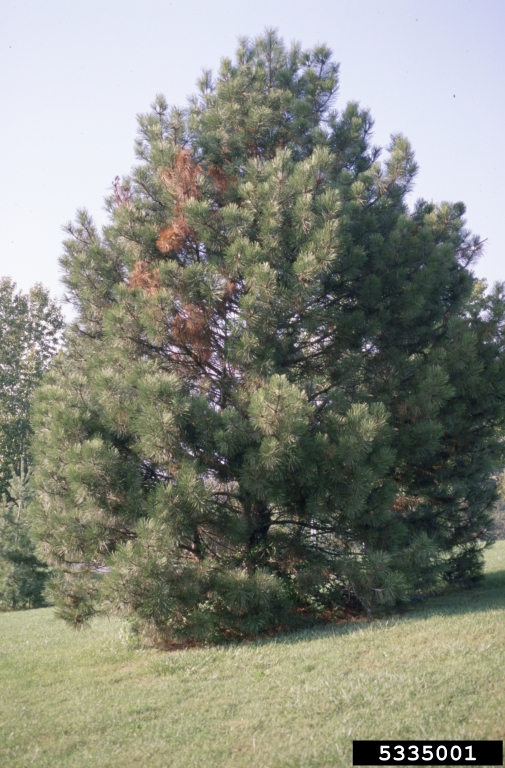
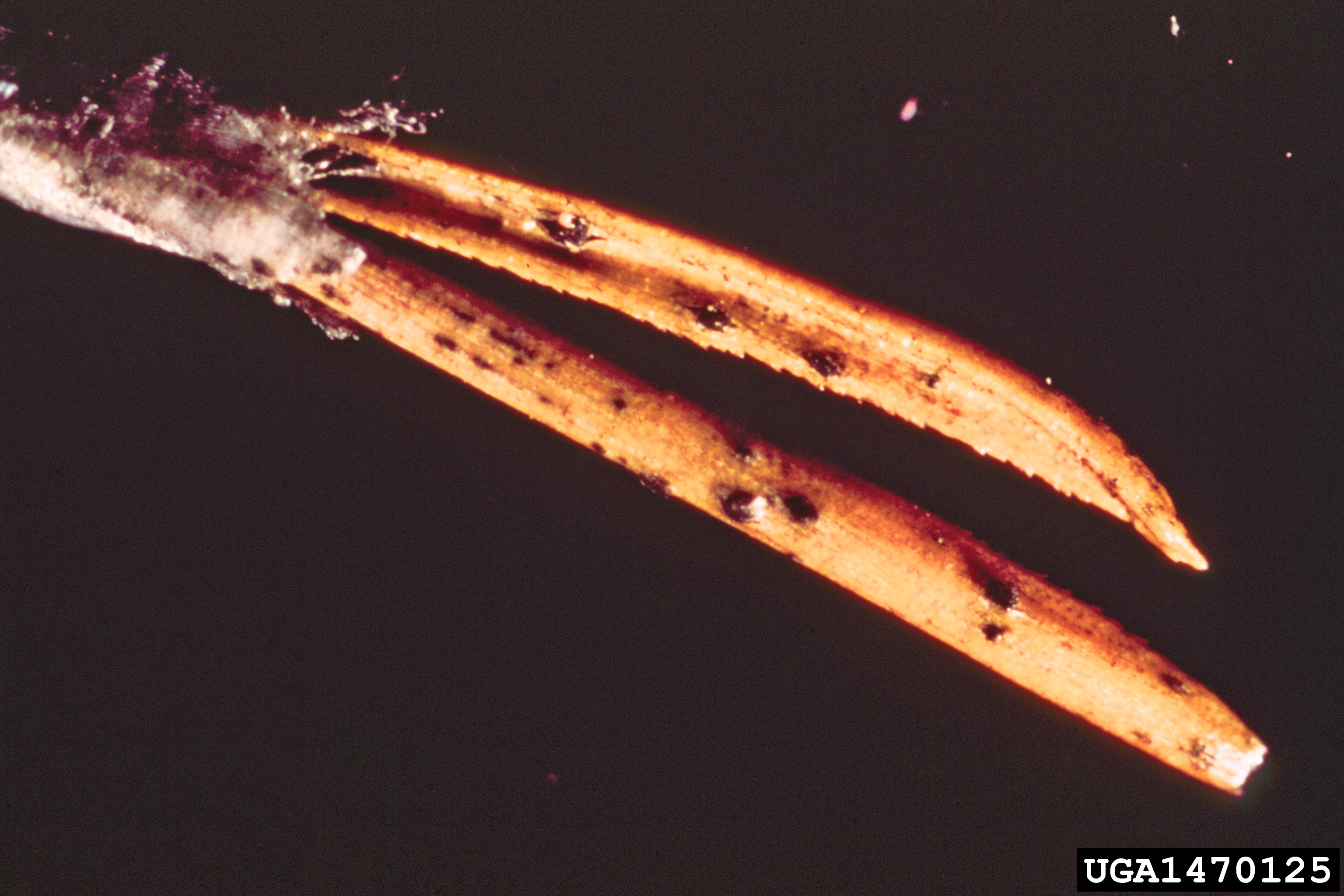
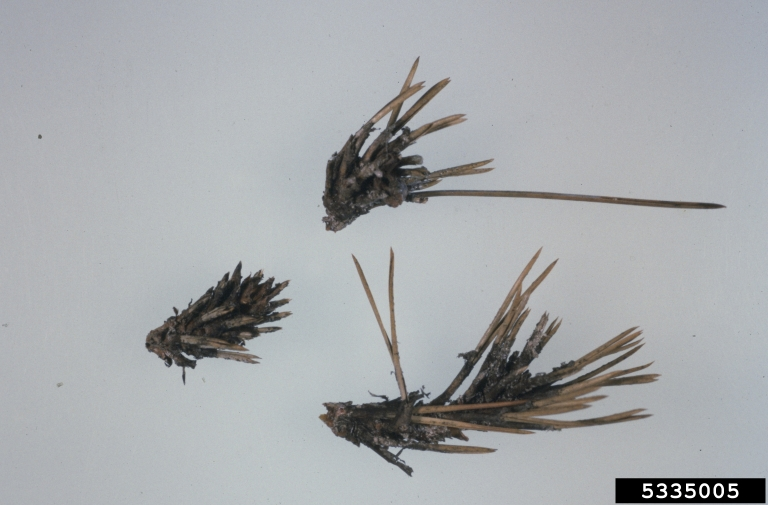
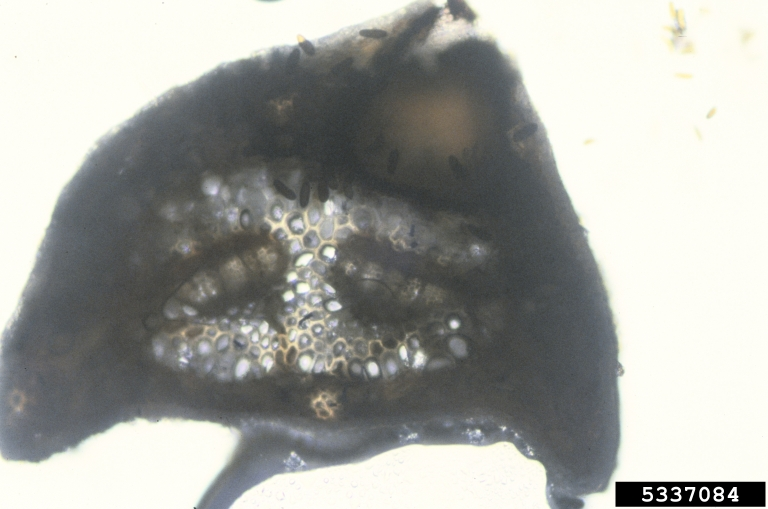
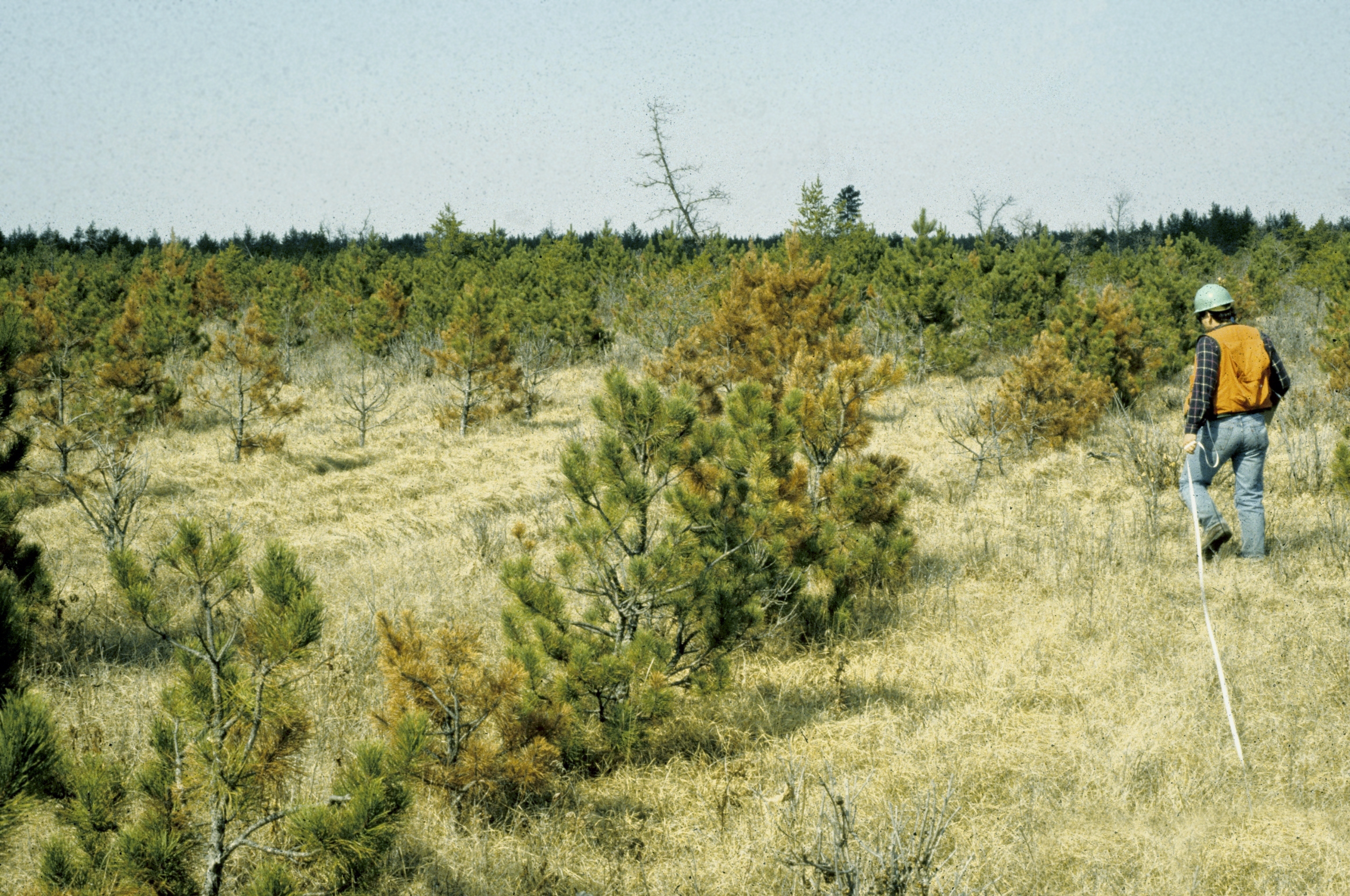
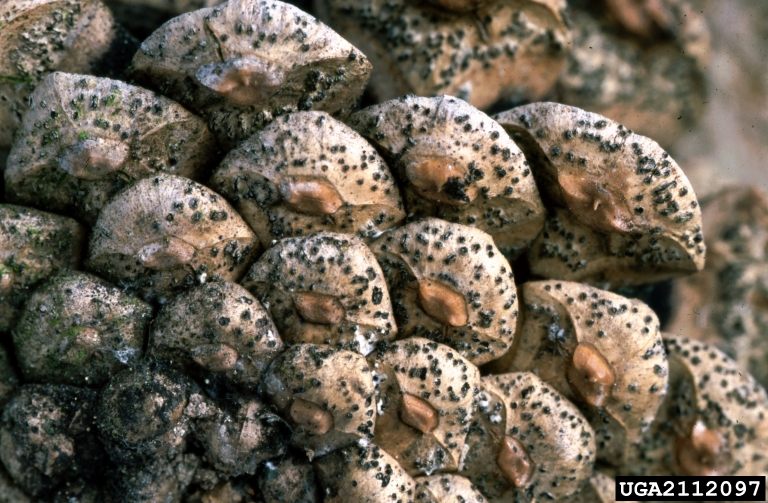